# Токи Саррофон
То́ки Саррофо́н (перс. طاقِ صرافآن‎ / Tâqi Sarrâfân; узб. и тадж. Toqi Sarrofon / Тоқи Саррофон) — традиционный крытый базар в историческом центре Бухары, в Узбекистане. Построен в XVI веке, а точнее в 1534—1535 годах, во время правления Убайдулла-хана из узбекской династии Шейбанидов. Один из нескольких крытых базаров Бухары. До середины XX века использовался как обычный базар, где продавались повседневные вещи и принадлежности, являясь одним из главных крытых базаров Бухары. Здание крытого базара построено в традиционном персидском стиле, и ничем не отличается от подобных крытых традиционных базаров старинных городов Ирана, таких как Тегеран, Исфахан, Шираз, Тебриз или Мешхед.

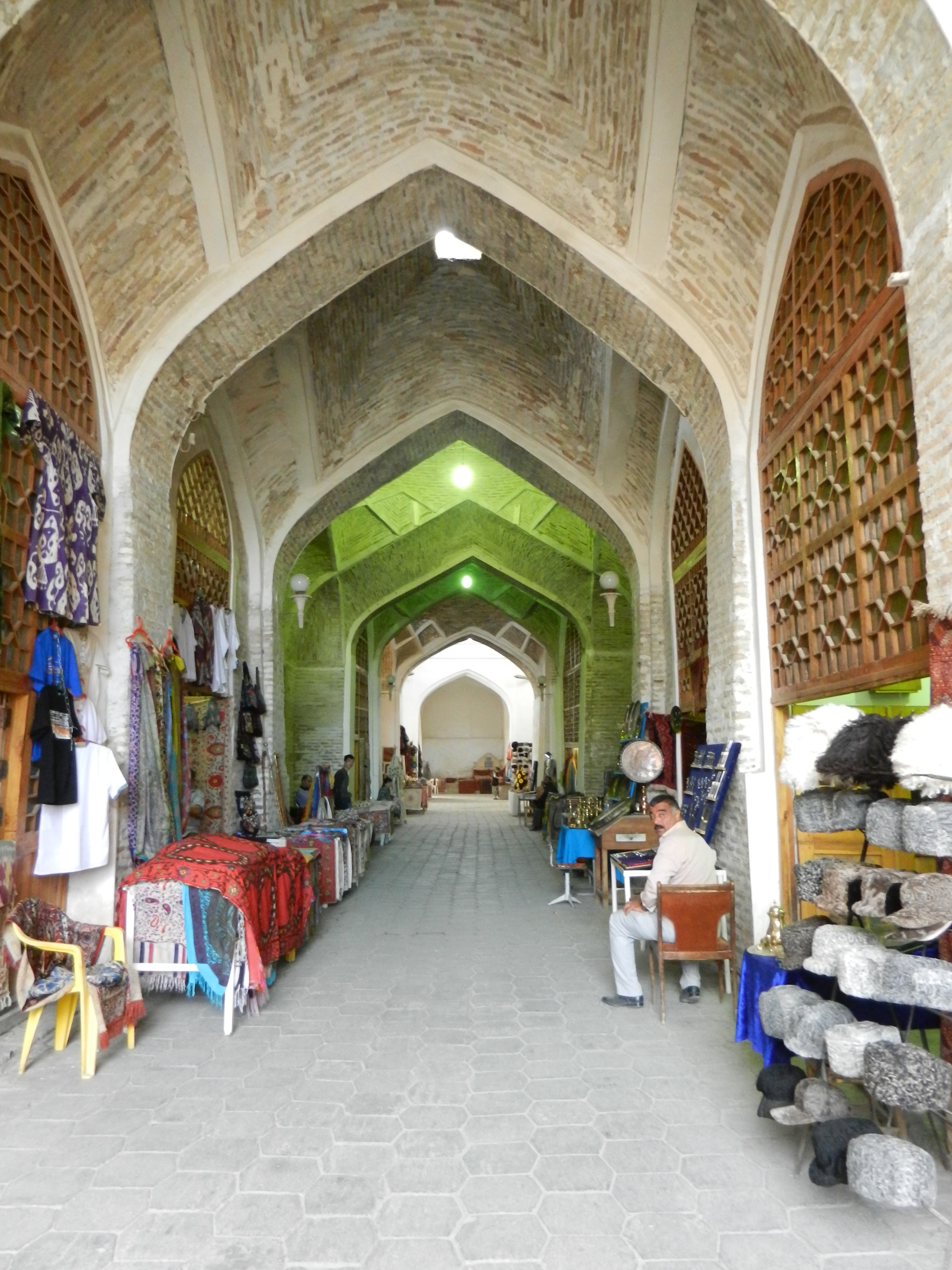

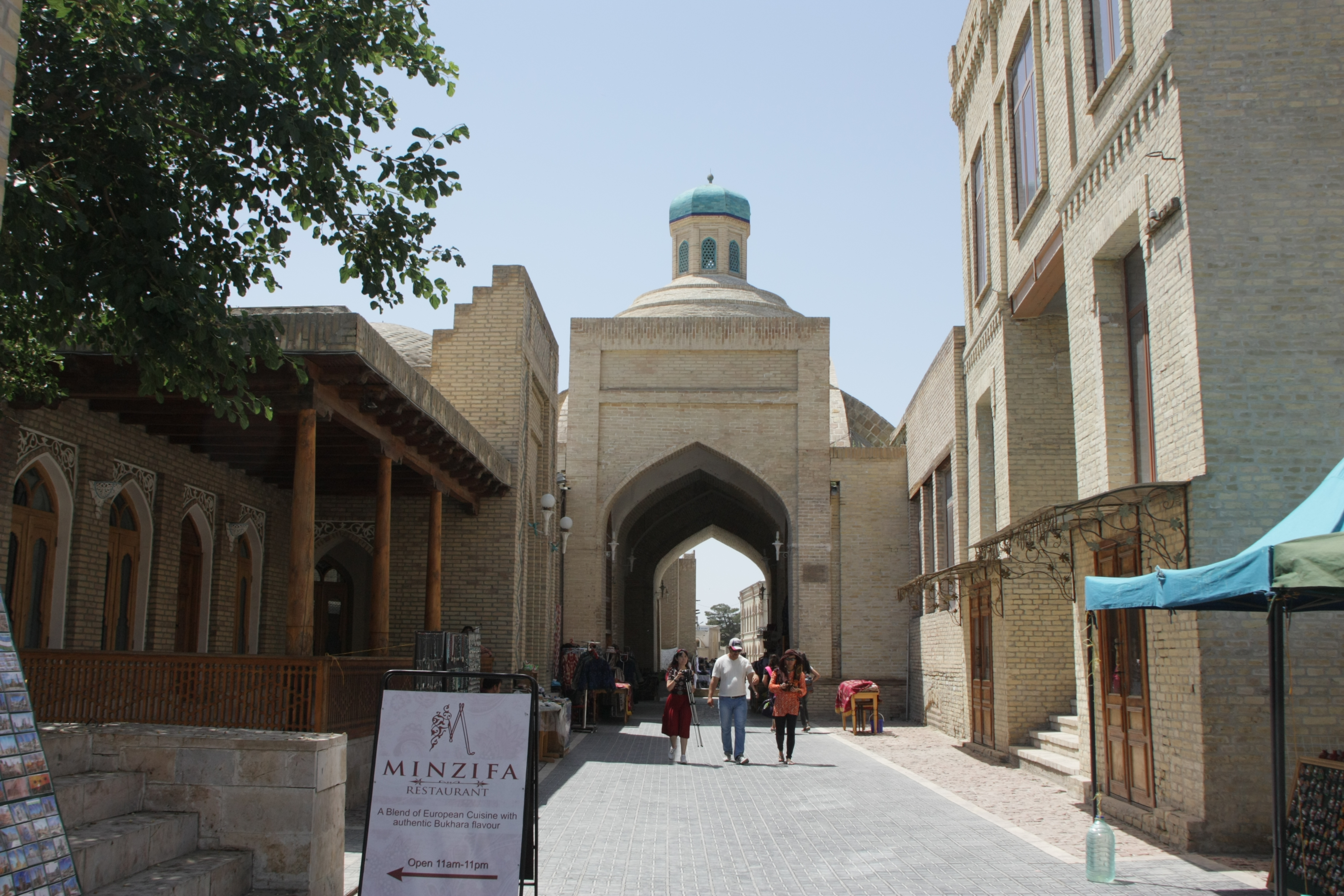

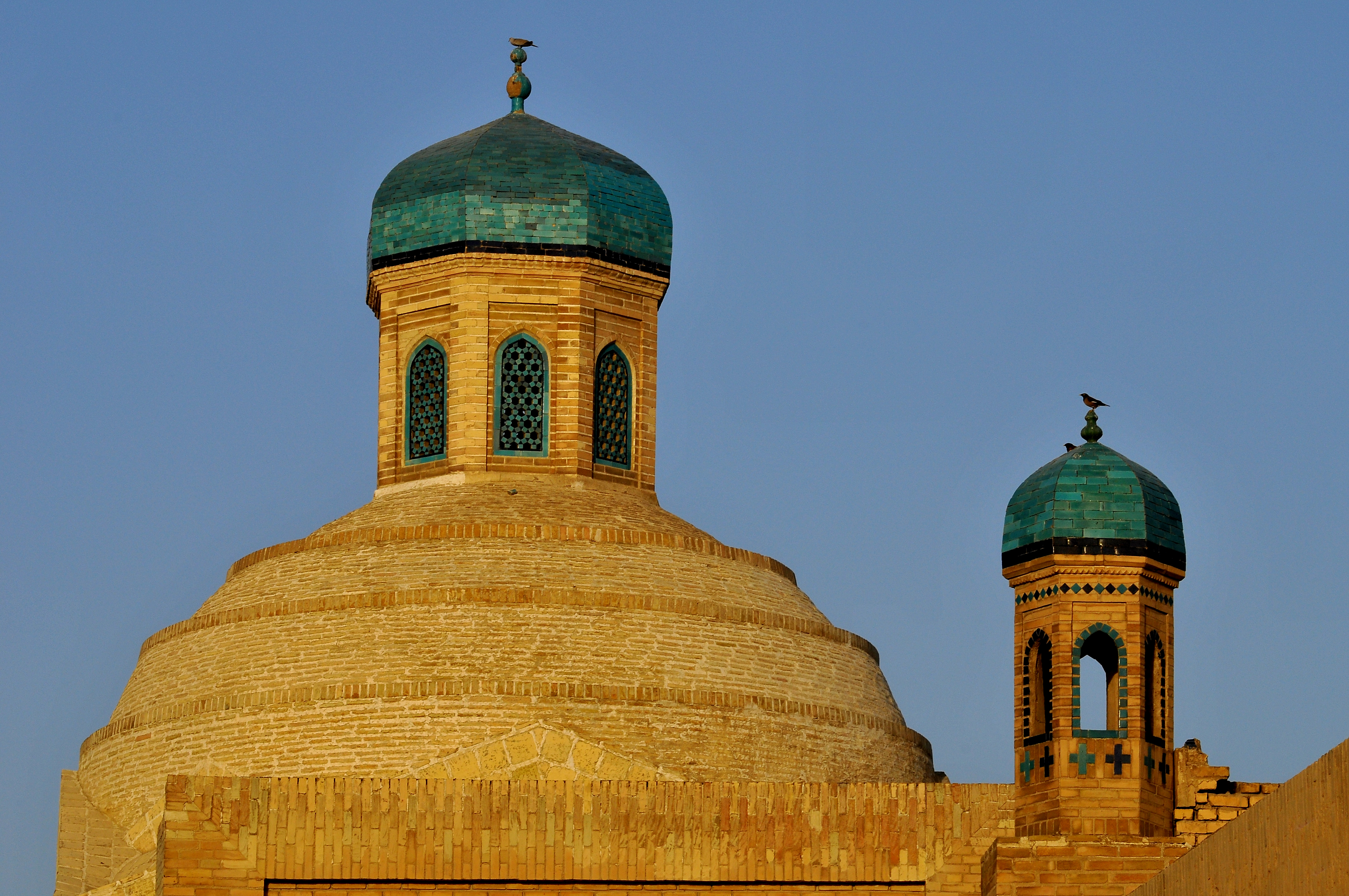

Название То́ки Саррофо́н происходит от персидского и таджикского языков, и переводится как Ку́пол меня́л (Сарро́ф — меняла, Саррофо́н — менялы), так как в первые несколько веков существования данного базара, в нем располагались большое количество менял и купцов, происходил обмен валют между прибывшими в Бухару купцами и торговцами из Хорезмского ханства, Кокандского ханства, Иранской империи, Афганистана, Российской империи, Аравии, Османской империи, Китайской империи, Индии.
Ныне Токи Саррофон является популярной достопримечательностью, внутри которой в основном расположены сувенирные магазины и лавочки, где продаются антиквариат, сувениры, изделия народных ремесленников, такие как посуда, одежда, монеты, украшения, статуэтки, ковры, книги, музыкальные инструменты, картины и т. п. Здание базара находится в историческом центре Бухары, на улицах Бахауддина Накшбанди и Арабон, рядом с каналом Шахруд (большая часть этого канала находится сейчас под землёй), в ста метрах к юго-западу от комплекса Ляби-хауз. В одной части здания базара находится одноимённая небольшая мечеть, а также хаммам Саррофон.
Вместе с остальными архитектурными, археологическими, религиозными и культурными памятниками Бухары входит в список Всемирного наследия ЮНЕСКО под названием «Исторический центр Бухары».